# European Hockey League
European Hockey League (EHL) var en internationell europeisk ishockeyliga för klubblag på herrsidan säsongerna 1996/1997-1999/2000. De bäst placerade lagen från den gångna säsongens mästerskap deltog. Matcherna brukade spelas på tisdagskvällar.
På grund av sviktande publikintresse beslutade Svenska hockeyligan den 16 december 1999 att Sverige från och med säsongen 2000/2001 skulle dra sig ur. Dock lades hela ligan ner efter säsongen 1999/2000.

## Finaler
- 1996/1997 - HC TPS, Finland-Dynamo Moskva, Ryssland 5-2 (Åbo, Finland)
- 1997/1998 - VEU Feldkirch, Österrike-Dynamo Moskva, Ryssland 5-3 (Feldkirch, Österrike)
- 1998/1999 - Metallurg Magnitogorsk, Ryssland-Dynamo Moskva, Ryssland 2-1 (Moskva, Ryssland)
- 1999/2000 - Metallurg Magnitogorsk, Ryssland-Dynamo Moskva, Ryssland 2-0 (Lugano, Schweiz)